# La Vallée des plaisirs
Pour plus de détails, voir Fiche technique et Distribution.
La Vallée des plaisirs ou Orgissimo (Beyond the Valley of the Dolls) est un film américain de Russ Meyer, sorti en 1970.

## Fiche technique
- Titre original : Beyond the Valley of the Dolls
- Titre français : La Vallée des plaisirs ; Orgissimo
- Autres titres français : Hollywood Vixens (ressortie France) ; La Vallée des débauchés (Belgique)
- Réalisation : Russ Meyer, assisté de David S. Hall
- Scénario : Roger Ebert
- Direction artistique : Arthur Lonergan (en), Jack Martin Smith
- Costumes : David Hayes
- Photographie : Fred Koenekamp
- Montage : Dann Cahn, Dick Wormell
- Musique : Stu Phillips
- Production : Russ Meyer ; Red Hershon et Eve Meyer (associés)
- Société de production : 20th Century Fox
- Société de distribution : 20th Century Fox
- Budget : 1 million $
- Pays d’origine : États-Unis
- Langue : anglais
- Format : Couleurs - 35 mm - 2,35:1 - Son mono
- Durée : 110 min
- Dates de sortie : 
  - États-Unis : 17 juin 1970
  - France : 22 janvier 1975

Film interdit aux moins de 16 ans

## Distribution
- Dolly Read (VF : Perrette Pradier) : Kelly MacNamara
- Cynthia Myers (VF : Ginette Pigeon) : Casey Anderson
- Marcia McBroom (VF : Arlette Thomas) : Petronella Danforth
- John Lazar (VF : Bernard Tiphaine) : Ronnie « Z-Man » Barzell
- Michael Blodgett (VF : Georges Poujouly) : Lance Rocke
- David Gurian (VF : Bernard Murat) : Harris Allsworth
- Edy Williams : Ashley St. Ives
- Erica Gavin (VF : Nathalie Nerval) : Roxanne
- Phyllis Davis (VF : Maria Tamar) : Susan Lake
- Harrison Page (VF : Sady Rebbot) : Emerson Thorne
- Duncan McLeod (VF : Philippe Dumat) : Porter Hall
- Jim Iglehart (en) (VF : Henry Djanik) : Randy Black
- Charles Napier (VF : Claude Joseph) : Baxter Wolfe
- Henry Rowland (VF : Claude Bertrand) : Otto
- Princess Livingston : la matrone
- Stan Ross : le disciple
- Lavelle Roby (VF : Michèle Bardollet) : Vanessa
- Koko Tani (VF : Claude Chantal) : la secrétaire de Susan Lake
- Ceil Cabot (VF : Arlette Thomas) : la femme qui dénigre le concert
- Pamela Grier : la quatrième femme
- Marshall Kent (en) (VF : Fernand Fabre) : le Dr Downs
- Tim Laurie (VF : Georges Poujouly) : un homosexuel à la soirée
- Bert Santos (VF : Serge Lhorca) : le chauffeur de taxi
- Mary Carroll (VF : Régine Blaess) : Myriam
- Gordon Wescourt (VF : Jean Roche) : Gordon, l'animateur tv (non crédité)

## Production
La Vallée des plaisirs devait, à l'origine, être une suite de La Vallée des poupées, l'adaptation du best-seller de Jacqueline Susann. Un premier projet de suite écrite par la romancière ayant été refusé par la Fox, le studio s'adresse à Russ Meyer, jusque-là réalisateur indépendant de films érotiques, sur la base du succès public de Vixen, et signe avec lui un contrat pour trois films.
Le scénario, coécrit avec le critique Roger Ebert en quelques semaines, est une parodie qui n'a qu'un vague rapport du point de vue de l'action avec La Vallée des poupées, limité à la réapparition de deux personnages. Les deux scénaristes préfèrent pousser à l'absurde les aspects mélodramatiques, édifiants ou incohérents de La Vallée des poupées, dont les aspects kitsch (le film avait été accablé par la critique de l'époque) s'avère en phase avec l'esthétique de Meyer. Meyer et Ebert s'inspirent également du destin tragique de Sharon Tate, actrice de La Vallée des poupées et assassinée par les disciples de Charles Manson. D'autres situations leur sont inspirées par des célébrités de la scène de Los Angeles (Z-Man a pour modèle Phil Spector) et des rebondissements majeurs sont rajoutés en plein milieu du tournage.
Toute référence à La Vallée des poupées est abandonnée quand Jacqueline Susann attaque en justice la Fox. Les deux personnages censés revenir (Anne Welles et Lyon Burke) sont rebaptisés, leurs rôles attribués à de nouveaux acteurs et un message inaugural prévient que le film n'a aucun rapport avec La Vallée des poupées.
Russ Meyer ne profite que partiellement des moyens mis à sa disposition. Il reste fidèle à ses méthodes de tournage combinant bricolage et anarchie et achève le film pour un budget de 900 000 dollars. Roger Ebert décrit le résultat comme « un film fait par accident pendant que les malades avaient pris le contrôle de l'asile » et le renia totalement. Malgré le ton moins cru que dans le reste de son œuvre, La Vallée des plaisirs reçoit un classement X aux États-Unis. Avec Myra Breckinridge sorti la même année, il s'agit des deux seuls films classés X à leur sortie que la Fox ait produits. À la différence de Myra Breckinridge, La Vallée des plaisirs s'avère toutefois un succès commercial et critique, le plus important de la carrière de Meyer.
Meyer tournera encore un film pour la Fox, The Seven Minutes, un drame juridique sur la liberté d'expression et la définition de l'obscénité. Il s'agit du seul film non érotique de la carrière de Russ Meyer. Son échec marquera la fin de sa collaboration avec le studio. Il collaborera encore avec Roger Ebert à deux reprises.